# Episodi di Le leggendarie imprese di Wyatt Earp (sesta stagione)
La sesta stagione della serie televisiva Le leggendarie imprese di Wyatt Earp è andata in onda negli Stati Uniti dal 27 settembre 1960 al 27 giugno 1961 sulla ABC.
| nº | Titolo originale                | Prima TV USA      | Titolo italiano | Prima TV Italia |
| -- | ------------------------------- | ----------------- | --------------- | --------------- |
| 1  | The Truth About Old Man Clanton | 27 settembre 1960 |                 |                 |
| 2  | The Doctor                      | 4 ottobre 1960    |                 |                 |
| 3  | Johnny Behind the Deuce         | 11 ottobre 1960   |                 |                 |
| 4  | Shoot to Kill                   | 18 ottobre 1960   |                 |                 |
| 5  | Study of a Crooked Sheriff      | 25 ottobre 1960   |                 |                 |
| 6  | Big Brother                     | 1º novembre 1960  |                 |                 |
| 7  | Woman of Tucson                 | 15 novembre 1960  |                 |                 |
| 8  | The Fanatic                     | 22 novembre 1960  |                 |                 |
| 9  | He's My Brother                 | 29 novembre 1960  |                 |                 |
| 10 | The Too Perfect Crime           | 6 dicembre 1960   |                 |                 |
| 11 | Johnny Ringo's Girl             | 13 dicembre 1960  |                 |                 |
| 12 | Miss Sadie                      | 20 dicembre 1960  |                 |                 |
| 13 | Winning Streak                  | 27 dicembre 1960  |                 |                 |
| 14 | Billy Buckett, Incorporated     | 3 gennaio 1961    |                 |                 |
| 15 | Horse Thief                     | 10 gennaio 1961   |                 |                 |
| 16 | Terror in the Desert            | 24 gennaio 1961   |                 |                 |
| 17 | Old Slanders                    | 31 gennaio 1961   |                 |                 |
| 18 | Loyalty                         | 7 febbraio 1961   |                 |                 |
| 19 | Johnny Behan Falls in Love      | 14 febbraio 1961  |                 |                 |
| 20 | Casey and the Clowns            | 21 febbraio 1961  |                 |                 |
| 21 | Doc Holliday Faces Death        | 28 febbraio 1961  |                 |                 |
| 22 | Apache Gold                     | 7 marzo 1961      |                 |                 |
| 23 | The Good Mule and the Bad Mule  | 14 marzo 1961     |                 |                 |
| 24 | Clanton and Cupid               | 21 marzo 1961     |                 |                 |
| 25 | Wyatt Takes the Primrose Path   | 28 marzo 1961     |                 |                 |
| 26 | The Convict's Revenge           | 4 aprile 1961     |                 |                 |
| 27 | Until Proven Guilty             | 11 aprile 1961    |                 |                 |
| 28 | The Shooting Starts             | 18 aprile 1961    |                 |                 |
| 29 | Wyatt Earp's Baby               | 25 aprile 1961    |                 |                 |
| 30 | The Law Must Be Fair            | 2 maggio 1961     |                 |                 |
| 31 | A Papa for Butch and Ginger     | 9 maggio 1961     |                 |                 |
| 32 | Hiding Behind a Star            | 23 maggio 1961    |                 |                 |
| 33 | Requiem for Old Man Clanton     | 30 maggio 1961    |                 |                 |
| 34 | Wyatt's Brothers Join Up        | 6 giugno 1961     |                 |                 |
| 35 | Just Before the Battle          | 13 giugno 1961    |                 |                 |
| 36 | Gunfight at the O.K. Corral     | 20 giugno 1961    |                 |                 |
| 37 | The Outlaws Cry Murder          | 27 giugno 1961    |                 |                 |

## The Truth About Old Man Clanton
- Prima televisiva: 27 settembre 1960

### Trama
- Guest star: Britt Lomond (Johnny Ringo), Rayford Barnes (Ike Clanton), Steve Rowland (Phin Clanton), Trevor Bardette (vecchio Clanton), Anthony Caruso (Don Sebastian), William Phipps (Curly Bill Brocious), Ralph Reed (Billy Clanton), Howard Petrie (governatore Gosper), Henry Rowland (Pete Spence), Augie Gomez (Pablo), Ethan Laidlaw (Sebastian Henchman), Kermit Maynard (Sebastian Henchman), Jack Tornek (Sebastian Henchman)

## The Doctor
- Prima televisiva: 4 ottobre 1960

### Trama
- Guest star: Walter Coy (Henry Mason), Joe McGuinn (Harms), Sarah Selby (Mrs. Mason), Gregory Walcott (Odie Hewitt)

## Johnny Behind the Deuce
- Prima televisiva: 11 ottobre 1960

### Trama
- Guest star: Lane Bradford (Schneider), Carolyn Craig (Marcia), Jack Ging (Johnny O'Rourke)

## Shoot to Kill
- Prima televisiva: 18 ottobre 1960

### Trama
- Guest star: Fern Barry, Frank Gerstle, Don C. Harvey, William Kruse, Tyler McVey, Diana Millay, Howard Petrie (governatore Gibbs), Barney Phillips

## Study of a Crooked Sheriff
- Prima televisiva: 25 ottobre 1960

### Trama
- Guest star: Trevor Bardette (vecchio Clanton), Steve Brodie (sceriffo John Behan), Douglas Fowley (Doc Holliday), Pierce Lyden (Saloon Owner), Henry Rowland (Pete Spence), Paul Wexler (Shakey Jenkins), Morgan Woodward (Shotgun Gibbs), Kermit Maynard (Clanton Henchman)

## Big Brother
- Prima televisiva: 1º novembre 1960

### Trama
- Guest star: John Anderson (Virgil Earp), Trevor Bardette (vecchio Clanton), Ray Boyle (Morgan Earp), Douglas Fowley (Doc Holliday), Sherwood Price (McLowery), Sue Randall (Lucy Tedder), Morgan Woodward (Shotgun Gibbs), Ethan Laidlaw (Clanton Henchman)

## Woman of Tucson
- Prima televisiva: 15 novembre 1960

### Trama
- Guest star: Leonard P. Geer, Rita Lynn (Amy Jones), William Mims (Dameron), James Noble, William Vaughn (Slim Bailey)

## The Fanatic
- Prima televisiva: 22 novembre 1960

### Trama
- Guest star: Jeanne Bates (Selma Grant), Mort Mills (Odie Cairns), Harold J. Stone (Hiram Grant)

## He's My Brother
- Prima televisiva: 29 novembre 1960

### Trama
- Guest star: Ray Kellogg (Marshal Pritchard), Ethan Laidlaw (Cowhand), Wesley Lau (Dave Dray), Robert Sampson (Cully Dray)

## The Too Perfect Crime
- Prima televisiva: 6 dicembre 1960

### Trama
- Guest star: Douglas Fowley (Doc Holliday), Morgan Woodward (Shotgun Gibbs), Damian O'Flynn (dottor Goodfellow), Denver Pyle (Hoss Mackey), Nina Shipman (Leone Simpson), Ed Nelson (Hal Babcock), David Carlile (Gibbons), Ethan Laidlaw (frequentatore bar)

## Johnny Ringo's Girl
- Prima televisiva: 13 dicembre 1960

### Trama
- Guest star: Britt Lomond (Johnny Ringo), Rayford Barnes (Ike Clanton), Trevor Bardette (vecchio Clanton), Suzanne Lloyd (Mary Turner), Lee Farr (Claude Turner), Alan Wells (Gus), Glenn Strange (Joe)

## Miss Sadie
- Prima televisiva: 20 dicembre 1960

### Trama
- Guest star: Alan Baxter (Ben Roberts), Susan Cummings (Sadie Hunter), Sam Flint, George Keymas (Jacob Birch), Fred Krone, Jimmy Murphy (Joe), Duke Norton

## Winning Streak
- Prima televisiva: 27 dicembre 1960

### Trama
- Guest star: Ray Boyle (Morgan Earp), Walter Reed (Ace Hudson), Gloria Winters (Ruthie Jensen)

## Billy Buckett, Incorporated
- Prima televisiva: 3 gennaio 1961

### Trama
- Guest star: Morgan Woodward (Shotgun Gibbs), Andy Clyde (Billy Buckett), Damian O'Flynn (dottor Goodfellow), Barney Phillips, Ann Robinson (Hetty Doane), Bartlett Robinson (Paul Scott), Dan Sheridan (Jack Morrow), 'Snub' Pollard (barista), Bert Stevens (giocatore di poker)

## Horse Thief
- Prima televisiva: 10 gennaio 1961

### Trama
- Guest star: Trevor Bardette (vecchio Clanton), Steve Brodie (sceriffo Johnny Behan), Norman Leavitt, Ralph Reed (Billy Clanton)

## Terror in the Desert
- Prima televisiva: 24 gennaio 1961

### Trama
- Guest star: Steve Brodie (sceriffo Johnny Behan), Stanley Clements (Dugan), Richard Crane (Tom Grover), David Fresco (Moody), Peter Mamakos (Baxter), Francis McDonald (Pat Few), Richard Reeves (Bucko), Jacqueline Scott (Beth Grover), Kermit Maynard (spettatore della corte), Frank Mills (spettatore processo), 'Snub' Pollard (spettatore processo), Buddy Roosevelt (spettatore della corte), James Seay (giudice Spicer)

## Old Slanders
- Prima televisiva: 31 gennaio 1961

### Trama
- Guest star: Douglas Fowley (Doc Holliday), Stacy Harris (sindaco Clum), James Seay (giudice Spicer), Trevor Bardette (vecchio Clanton), Damian O'Flynn (dottor Goodfellow), Charles Watts (Dameron), Hal K. Dawson (Barber), Rita Duncan (Mame), Anne Bellamy (Audrey), Chet Brandenburg (spettatore della corte), William Challee (Witness), Ethan Laidlaw (spettatore della corte / Clanton Henchman), Tyler McVey (Tucson Politician), Arnold Roberts (cittadino Getting Haircut), Buddy Roosevelt (spettatore della corte)

## Loyalty
- Prima televisiva: 7 febbraio 1961

### Trama
- Guest star: Douglas Fowley (Doc Holliday), Morgan Woodward (Shotgun Gibbs), Richard Benedict (Briscoe), Brett King (Marlin), Paula Winslowe (Mrs. Stoney), Jan Arvan (Arvan), Michael Hinn (Van Horn), Dennis Moore (Claypool), William Fawcett (cercatore), Pete Kellett (Cowhand), Frank Mills (barista), 'Snub' Pollard (barista), Buddy Roosevelt (giocatore di poker)

## Johnny Behan Falls in Love
- Prima televisiva: 14 febbraio 1961

### Trama
- Guest star: Andy Albin (Limpy Davis), Jean Allison (Minna Marlin), Steve Brodie (sceriffo Johnny Behan), Leonard P. Geer (cowboy)

## Casey and the Clowns
- Prima televisiva: 21 febbraio 1961

### Trama
- Guest star: R.G. Armstrong (Joe Taylor), Ken Drake (Tim Murdock), Sam Flint, L.Q. Jones (Tex), Kenneth MacDonald (Howard Stacey), Zon Murray (Sam Newton), Willard Sage (Bill Casey)

## Doc Holliday Faces Death
- Prima televisiva: 28 febbraio 1961

### Trama
- Guest star: Gregg Palmer (Tom McLowery), George Wallace (Frank McLowery)

## Apache Gold
- Prima televisiva: 7 marzo 1961

### Trama
- Guest star: Rayford Barnes (Ike Clanton), Robert Cabal (Nulah), George Keymas (Chief Natzhez), Steve Rowland (Phin Clanton)

## The Good Mule and the Bad Mule
- Prima televisiva: 14 marzo 1961

### Trama
- Guest star: Morgan Woodward (Shotgun Gibbs), Damian O'Flynn (dottor Goodfellow), Stacy Harris (sindaco Clum), William Mims (editore Dameron), Stephen Wootton (Ollie Burton), Dan White (Zack Burton), Clancy Cooper (Morgan), Chet Brandenburg (minatore), Bill Coontz (minatore), Norman Leavitt (Mr. Phillips), Hal Needham (Printer), Arnold Roberts (cittadino), Buddy Roosevelt (cittadino), Blackie Whiteford (cittadino)

## Clanton and Cupid
- Prima televisiva: 21 marzo 1961

### Trama
- Guest star: Trevor Bardette (vecchio Clanton), Steve Rowland (Phin Clanton), Carol Thurston (Emma Clanton), Harlan Warde (Tom Ware)

## Wyatt Takes the Primrose Path
- Prima televisiva: 28 marzo 1961

### Trama
- Guest star: Douglas Fowley (Doc Holliday), Morgan Woodward (Shotgun Gibbs), Stacy Harris (sindaco Clum), Gene Roth (J.B. Ayres), William Thourlby (Chief Natchez), Gordon Wynn (colonnello Warren), Lyn Thomas (Lola), X Brands (1st Apache), Peter Coe (2nd Apache), Bill Coontz (messicano), Augie Gomez (frequentatore bar), Boyd 'Red' Morgan (frequentatore bar), Milan Smith (frequentatore bar / indiano), Al Wyatt Sr. (frequentatore bar)

## The Convict's Revenge
- Prima televisiva: 4 aprile 1961

### Trama
- Guest star: Morgan Woodward (Shotgun Gibbs), Warde Donovan (Jed Lorimer), Janet Lake (Marge Davies), Robert Harland (Phil Davies), Ken Mayer (Dapper Courtney), Robert Carson (Sam Davies), Ted Stanhope (cassiere)

## Until Proven Guilty
- Prima televisiva: 11 aprile 1961

### Trama
- Guest star: Trevor Bardette (vecchio Clanton), Robert Bice (Ayres), Steve Brodie (sceriffo Johnny Behan), Douglas Fowley (Doc Holliday), Britt Lomond (Johnny Ringo), Jimmy Lydon (Tom Fitch), Steve Pendleton (Thacker), William Phipps (Curley Bill Brocius), Kasey Rogers (Dora Madison / Milly McCabe), Don Wilbanks (Woods), Victor Adamson (spettatore della corte), Pete Kellett (spettatore della corte), Ethan Laidlaw (Clanton Rider), Kermit Maynard (spettatore della corte), Frank Mills (spettatore processo), 'Snub' Pollard (Assistant Bartender), Arnold Roberts (frequentatore bar), Buddy Roosevelt (spettatore della corte), Bert Stevens (Impiegato di corte)

## The Shooting Starts
- Prima televisiva: 18 aprile 1961

### Trama
- Guest star: Joe Bassett (Jack Tyler), Leo Gordon (Miggles Hannegan), Diane Jergens (Edith Rickabaugh), Edith Leslie (Big Dora), Troy Melton (Barkeep), Barney Phillips (Lou Rickabaugh), Steve Raines (Hoodlum), Dale Van Sickel (Tough)

## Wyatt Earp's Baby
- Prima televisiva: 25 aprile 1961

### Trama
- Guest star: Sean McClory (Muley Boles), Marie Windsor (Lily Henry), Frank Ferguson (sceriffo Lydell), William Tracy (Arnold Trask), Barbara Bestar (Christine Trask), Victor Adamson (frequentatore bar / Wedding Guest), Ollie O'Toole (impiegato dell'hotel), Sherman Sanders (Minister), Max Wagner (Wedding Guest)

## The Law Must Be Fair
- Prima televisiva: 2 maggio 1961

### Trama
- Guest star: Louise Fletcher (Aithra McLowery), Gregg Palmer (Tom McLowery), George Wallace (Frank McLowery)

## A Papa for Butch and Ginger
- Prima televisiva: 9 maggio 1961

### Trama
- Guest star: Pat O'Hara (Wyatt Earp), Kevin Brodie (Butch), Kem Dibbs (Hearn), Dorothy Green (Amy Blyfied), I. Stanford Jolley (Brown), Debbie Megowan (Ginger), Morgan Woodward (Shotgun Gibbs)

## Hiding Behind a Star
- Prima televisiva: 23 maggio 1961

### Trama
- Guest star: Roy Engel (Zack Herrick), Douglas Fowley (Doc Holliday), James Griffith (Tim Connell), Gloria Talbott (Martha Connell), Charles Wagenheim (Spangenberg)

## Requiem for Old Man Clanton
- Prima televisiva: 30 maggio 1961

### Trama
- Guest star: Douglas Fowley (Doc Holliday), Don Haggerty (Mort Herrick), Trevor Bardette (vecchio Clanton), Norman Alden (Johnny Ringo), William Phipps (Curley Bill Brocius), Robert Bice (J.B. Ayres), Gordon Wynn (colonnello Warren , solo accreditato), Rodolfo Hoyos Jr. (Don Pedro), Joe Dominguez (Roca), Manuel Gomez (), Ethan Laidlaw (Clanton Henchman), Manuel López (), Ruben Moreno (Macia), Carlos Rivero (), Arnold Roberts (frequentatore bar), Buddy Roosevelt (Clanton Henchman), Max Wagner (Pedro Henchman)

## Wyatt's Brothers Join Up
- Prima televisiva: 6 giugno 1961

### Trama
- Guest star: Douglas Fowley (Doc Holliday), Stacy Harris (sindaco Clum), Steve Brodie (John Behan), James Seay (giudice Spicer), Adele Mara (Thelma Callum), Ray Boyle (Morgan Earp), John Anderson (Virgil Earp), Rayford Barnes (Ike Clanton), Chet Brandenburg (cittadino), Frank Ellis (Clanton Gunman), Leonard P. Geer (Hoodlum), Pete Kellett (McLowery Gunman), Kermit Maynard (cittadino), Troy Melton (Hoodlum), Frank Mills (cittadino), Arnold Roberts (cittadino), Milan Smith (Hoodlum), Don Wilbanks (Breakenridge)

## Just Before the Battle
- Prima televisiva: 13 giugno 1961

### Trama
- Guest star: Norman Alden (Johnny Ringo), John Anderson (Virgil Earp), Rayford Barnes (Ike Clanton), Ray Boyle (Morgan Earp), Douglas Fowley (Doc Holliday), Gregg Palmer (Tom McLowery), William Phipps (Curley Bill Brocius), Ralph Reed (Billy Clanton), George Wallace (Frank McLowery), James Anderson (Luther King), Frank Hagney (McLowery Gunman), Harry Harvey (addetto al telegrafo), Arnold Roberts (cittadino)

## Gunfight at the O.K. Corral
- Prima televisiva: 20 giugno 1961

### Trama
- Guest star: Douglas Fowley (Doc Holliday), James Seay (giudice Spicer), Steve Brodie (John Behan), John Anderson (Virgil Earp), Ray Boyle (Morgan Earp), Rayford Barnes (Ike Clanton), Ralph Reed (Billy Clanton), Gregg Palmer (Tom McLowery), George Wallace (Frank McLowery), Stacy Harris (sindaco Clum), Damian O'Flynn (dottor Goodfellow), Chet Brandenburg (Vigilante), Terry Frost (Coleman), Joseph Hamilton (giudice Wallace), Dale Johnson (Impiegato di corte), Kermit Maynard (Vigilante), Titus Moede (Claiborne), William H. O'Brien (C.S. Fly), Arnold Roberts (Vigilante), Jack Tornek (frequentatore bar)

## The Outlaws Cry Murder
- Prima televisiva: 27 giugno 1961

### Trama
- Guest star: Douglas Fowley (Doc Holliday), James Seay (giudice Spicer), Steve Brodie (Johnny Behan), Stacy Harris (sindaco Clum), John Anderson (Virgil Earp), Ray Boyle (Morgan Earp), Rayford Barnes (Ike Clanton), Norman Alden (Johnny Ringo), William Phipps (Curley Bill Brocius), Chet Brandenburg (cittadino), Freeman Lusk (colonnello Herring), Jimmy Lydon (Tom Fitch), Kermit Maynard (Vigilante), Gil Perkins (Gunman in Hotel), Arnold Roberts (cittadino), Buddy Roosevelt (Gunman in Hotel), Jack Tornek (Gunman at Hotel), Charles Watts (Dameron)